# Фонтенај (Јон)
Фонтенај (фр. Fontenailles) насеље је и општина у источном делу централне Француске у региону Бургоња, у департману Јон која припада префектури Осер.
По подацима из 2011. године у општини је живело 70 становника, а густина насељености је износила 25,36 становника/km². Општина се простире на површини од 2,76 km². Налази се на средњој надморској висини од 330 метара (максималној 346 m, а минималној 243 m).

## Демографија
| 1962. | 1968. | 1975. | 1982. | 1990. | 1999. | 2011. |
| ----- | ----- | ----- | ----- | ----- | ----- | ----- |
| 83    | 95    | 101   | 81    | 74    | 66    | 70    |

График промене броја становника у току последњих година